# Формула підношення в Стародавньому Єгипті

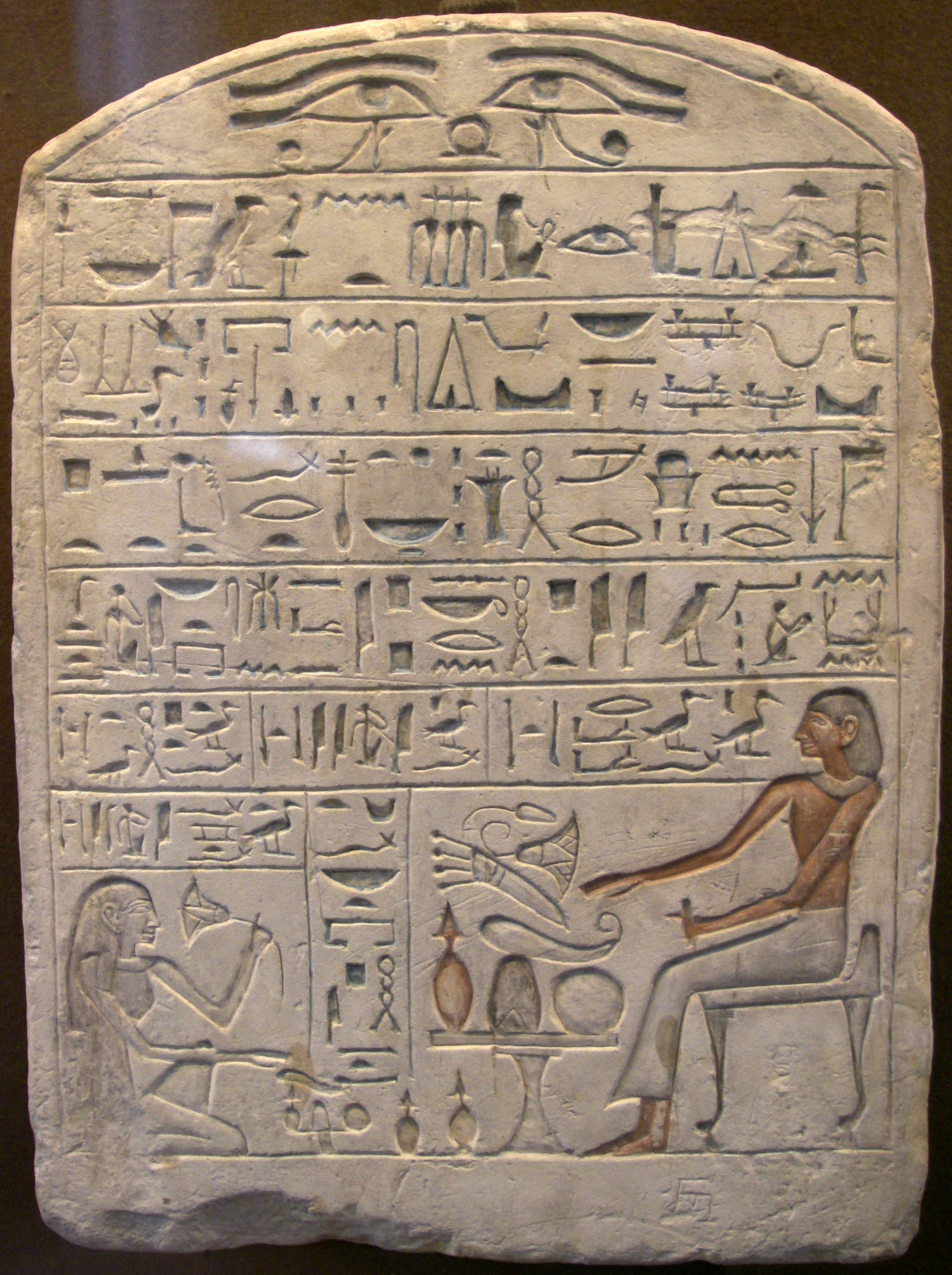
На цій заупокійній стелі начальника гончарів Пепі зображена Формула підношення. Текст формули починається з верхнього рядка і читається з права наліво.

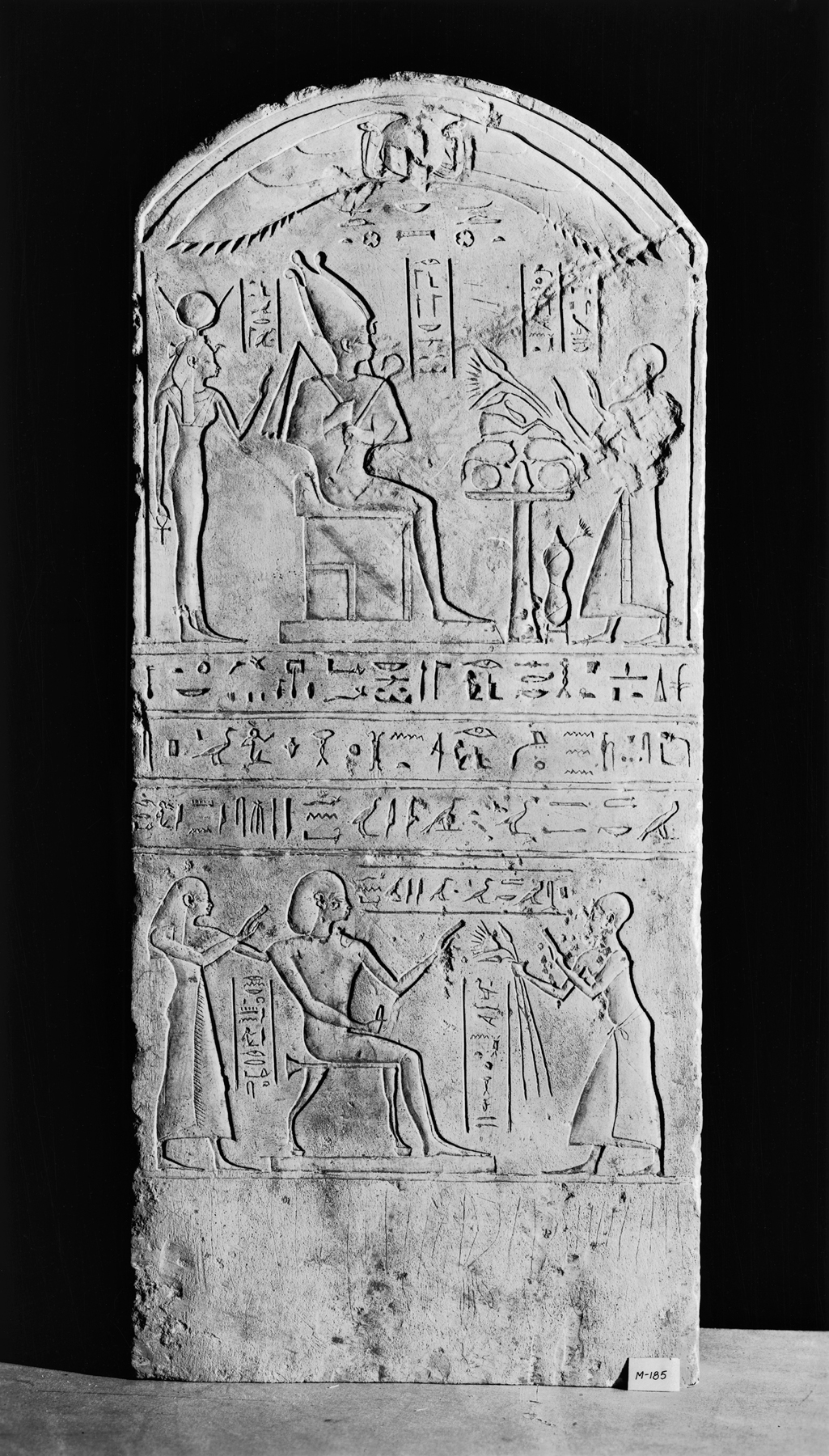
Підношення Осірісу і Ісіді.

Давньоєгипетська формула підношення — це формула з певного набору ієрогліфів, яка була певним пожертвуванням з боку покійного. Формула підношення, дозволяла покійному взяти участь у жертвоприношеннях адресованих основним богам, в ім'я царя. Ці підношення здійснювалися безпосередньо від членів сім'ї померлого. Всі єгипетські формули підношення мають одну спільну основу. Відрізняються вони лише іменами і титулами богів, яким зроблено це підношення. Нижче наведено приклад стандартної формули підношення:
| M23 | t | R4 | X8 | Q1 | D4 | nb | R11 | w | O49 · t | Z1 | nTr | aA | nb | U23 | b | N26 · O49 |
| D37 · f | O3 | F1 · H1 | V6 | S27 | x | t | nb | t | nfr | t | wab | t | S34 · t | nTr | i | m |
| n | D28 · n | i | F39 · x | i | i | F12 | s | r | t · z | n | A1 | Aa11 · P8 |
ḥtp dỉ nsw wsỉr nb ḏdw, nṯr ˁȝ, nb ȝbḏw
dỉ=f prt-ḫrw t ḥnqt, kȝw ȝpdw, šs mnḥt ḫt nbt nfrt wˁbt ˁnḫt nṯr ỉm
n kȝ n ỉmȝḫy s-n-wsrt, mȝˁ-ḫrw
«Фараон, підношення даруючий Осірісу, пану Бусіріса, богу великому, пану Абідоса».
«Дарую йому словесне підношення у вигляді хліба, пива, худоби, птахів, алебастру, одягу (тканин) і всього хорошого і чистого, бо живе божество цим».
«Для Ка, поважного Сенусерта, правдивого голосом».
Найчастіше формули підношення вирізані або намальовані на заупокійних стелах, хибних дверях, саркофагах і деяких інших похоронних об'єктах. У кожного померлого, в формулу вписані його ім'я і титули. Формула підношення не була розкішшю, доступною тільки особам царської сім'ї, і на відміну від деяких інших релігійних текстів, таких як Літанія Ра, її міг використовувати кожен, чиї кошти дозволяли йому купити собі хоча б один екземпляр.

## Структура формули підношення
Формула підношення завжди починається з фрази:
| M23 | t | R4 | X8 |
ḥtp dỉ nsw
Ця фраза прийшла з давньоєгипетської мови, і ймовірно означає «Фараон, підношення даруючий». Підношення відбувалося через фараона, оскільки він виступав як посередник між простим народом Єгипту і його богами.
У наступному блоці записується ім'я бога мертвих і кілька його епітетів. Як бог мертвих найчастіше згадуються Осіріс і Анубіс, рідше бог Геб або якесь інше божество. У цій фразі закликається ім'я божества:
| Q1 | D4 | nb | R11 | w | O49 · t | Z1 | nTr | aA | nb | U23 | b | N26 · O49 |
wsỉr nb ḏdw, nṯr ˁȝ, nb ȝbḏw
переклад: «Осіріс, пан Бусіріса, бог великий, пан Абідоса». Набір епітетів «Пан Бусіріса», «Бог великий» і «Пан Абідоса» були найбільш поширені; так само часто зустрічалися такі епітети:
| nb | H6 | nb | G21 | H | H | N5 |
nb ỉmnt nb nḥḥ
що перекладається як «Пан Заходу, Пан Вічності». Записи з ім'ям Анубіса зустрічалися рідше ніж з ім'ям Осіріса, у них був такий вигляд:
| E15 · R4 | W17 | t | nTr | O21 | D1 | N26 · f |
ỉnpw, ḫnty sḥ nṯr tpy ḏw=f
що означає «Анубіс, той хто на чолі його божественного святилища, той хто на горі його».
Після списку імен божеств, перераховується список усього того, що приноситься в жертву, це так зване «волаюче підношення» (ḫrt-prw), якому завжди передує блок з наступних ієрогліфів:
| D37 · f | O3 |    or    | X8 | s | n | O3 |
dỉ=f prt-ḫrw        or      dỉ=sn prt-ḫrw
що означає «дає він (або „дають вони“ у другому прикладі) волаючий (словесне) підношення у вигляді хліба і пива». Вся фраза зі списком інших підношень виглядає так:
| D37 · f | O3 | F1 · H1 | V6 | S27 | x | t | nb | t | nfr | t | wab | t | S34 · t | nTr | i | m |
dỉ=f prt-ḫrw t ḥnqt, kȝw ȝpdw, šs mnḥt ḫt nbt nfrt wˁbt ˁnḫt nṯr ỉm
що означає «дає він волаюче підношення у вигляді хліба, пива, худоби, птиці, алебастру, одягу (тканин), всього хорошого і чистого, бо живе божество цим». Іноді текст в кінці списку замінюється фразою:
| x | t | nb | t | nfr | t | wab | t | D37 · t | D37 | p · t | N1 | T14 | G1 | N16 · N21 · Z1 | W25 | n | n · t | V28 | D36 · p | N36 | S34 · t | nTr | i | m |
ḫt nbt nfrt wˁbt ddt pt qmȝ(t) tȝ ỉnnt ḥˁp(ỉ) ˁnḫt nṯr ỉm
що означає «все хороше і чисте, дароване небесами, створене землею, принесене водами Нілу, бо живе божество цим».
У заключній частині формули, записуються ім'я і титули приймаючого підношення:
| n | D28 · n | i | F39 · x | i | i | F12 | s | r | t · z | n | A1 | Aa11 · P8 |
n kȝ n ỉmȝḫy s-n-wsrt, mȝˁ-ḫrw
що означає «для душі (Ка) поважного Сенусерта, правдивого голосом».